# Fender Broadcaster

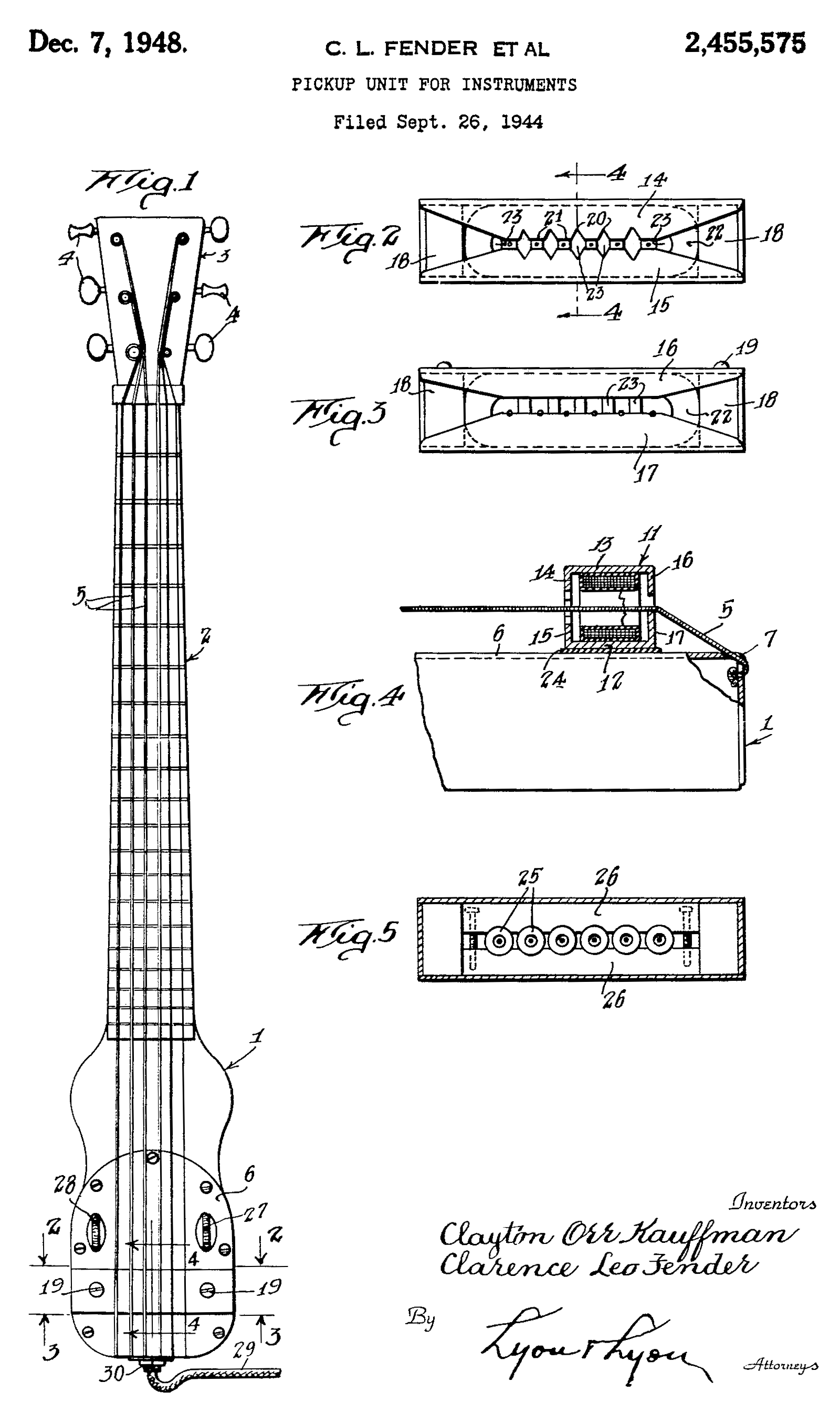
Desenho em pedido de patente de Leo Fender

Fender Broadcaster foi um modelo de guitarra elétrica produzida pela então iniciante Fender Electric Instrument Manufacturing Company, na década de 1950, que caracterizou-se por um corpo madeira, um braço de madeira sólida preso ao corpo por quatro parafusos, e uma eletrônica que consistia em um par de captadores single-coils, controles do volume e do tom, e um seletor de 3 posições. 
A Broadcaster foi a primeira guitarra elétrica de corpo sólido que a Fender fez, e vendeu um número significativo (próximo ao modelo Esquire, que foi construída durante esse tempo), mas seu nome durou somente até 1951, quando Gretsch indicou seu uso prévio de Broadkaster em alguns de seus produtos. A Fender respondeu inicialmente  saindo somente do logo do Fender (daqui, a famosa “No-Caster” Series), e, eventualmente, mudou o nome para Telecaster, que foi inventado pelo gerente de vendas da Fender, Don Randall.